# Старый (сингл)
«Старый» — макси-сингл группы Иван Купала, вышедший в 2011 году после долгого затишья в творческой деятельности коллектива, включающий в себя оригинальную версию песни, «рок-версию», записанную в 2007 году, а также 5 ремиксов от электронных музыкантов — друзей группы. Премьера песни «Старый» состоялась в апреле 2011 года на НАШЕм Радио, после чего она появилась в эфирах радиостанций RU.FM, Маяк, Добрые песни, Шоколад и многих других. В хит-параде НАШЕго Радио «Чартова Дюжина» песня добралась до 5 места.
Композиция «Старый» стала вторым синглом с третьей номерной пластинки Родина, релиз которой состоялся в Ночь на Ивана Купалу — с 6 на 7 июля 2012 года. Выход альбома группа отметила большим ночным концертом-презентацией на фестивале «НАШЕствие».

## Список композиций
1. Single Version
2. Flood Batoot Remix
3. Bagrat Remix
4. Rock Version ’07
5. Inkwell Remix
6. HarDrum Remix
7. Wenturo Remix

## Примечание
Цифровой релиз сингла состоялся 28 апреля 2011 года на странице группы Иван Купала на портале SoundCloud. 30 июня сингл был напечатан на физических носителях (CD) тиражом в 1 000 экземпляров силами самой группы без привлечения рекорд-лейблов для распространения в СМИ, а также в качестве подарка для друзей коллектива. В продажу не поступал.